# Rugby subacuático en Venezuela
El rugby subacuático en Venezuela se comenzó a practicar desde el año 2001, principalmente se practica en dos localidades: Caracas y Barquisimeto. Actualmente existen iniciativas en otras ciudades como San Cristóbal (Venezuela).

## Clubes
| Nombre del Club    | Ciudad        |
| ------------------ | ------------- |
| Deportivo Galicia  | Caracas       |
| Escamas            | Caracas       |
| Leviatanes         | Barquisimeto  |
| Nutrias Casa UCV   | Caracas       |
| Martillos          | Caracas       |
| Tardígrados        | Barquisimeto  |
| Club San Cristóbal | San Cristóbal |

## Torneos de Clubes
Aparte de los torneos internos que realiza cada club, también se realizan torneos interclubes como el Campeonato Nacional Interclubes de Rugby Subacuático FVAS, la Liga Metropolitana de Rugby Subacuático y la Copa PNU-SUB.

## Mundial de Rugby Subacuático
La Selección Nacional de Rugby Subacuático de Venezuela participó por primera vez en el X Campeonato Mundial de Rugby Subacuático realizado por la Confederación Mundial de Actividades Subacuáticas (CMAS) en julio de 2015 en Cali (Colombia). La selección se posicionó en el sexto (6°) lugar de la categoría Masculina y en el octavo (8°) en la categoría Femenina.